# ماگارا نائوتاکا
ماگارا نائوتاکا (به ژاپنی: 真柄 直隆 Magara Naotaka); ۱ ژانویهٔ ۱۵۳۶ – ۹ اوت ۱۵۷۰) سامورایی در خدمت خاندان آساکورا در دوره سنگوکو بود.